# 圣彼济达圣殿 (格但斯克)
圣彼济达圣殿（Bazylika św. Brygidy）是一座罗马天主教宗座圣殿，位于波兰格但斯克老城，供奉瑞典的彼济达。建于1394 - 1402年。1396、1983年祝圣。1945年4月被苏联红军摧毁。1991年11月23日若望保禄二世升为宗座圣殿。 1970-1973年重建。

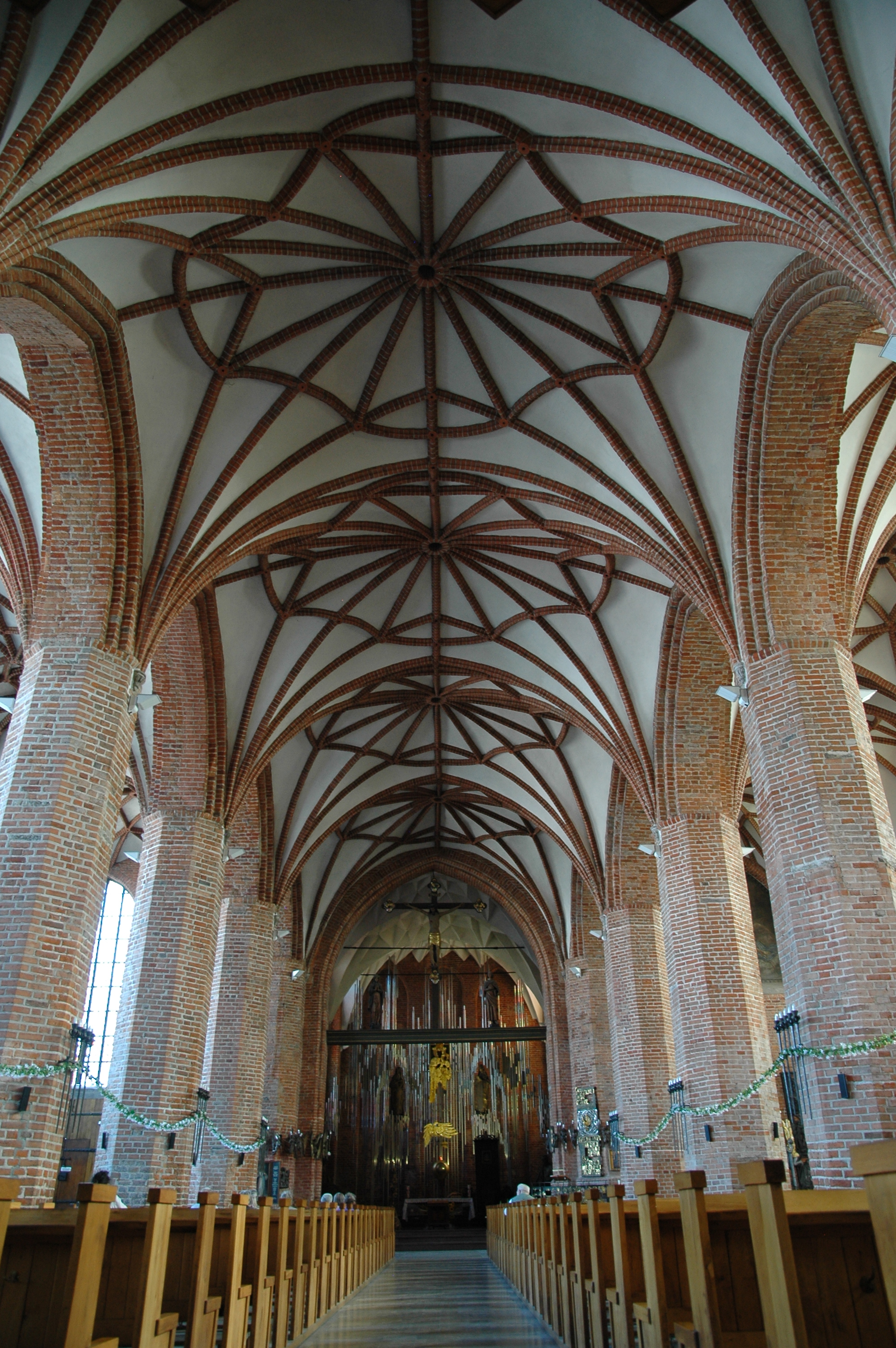
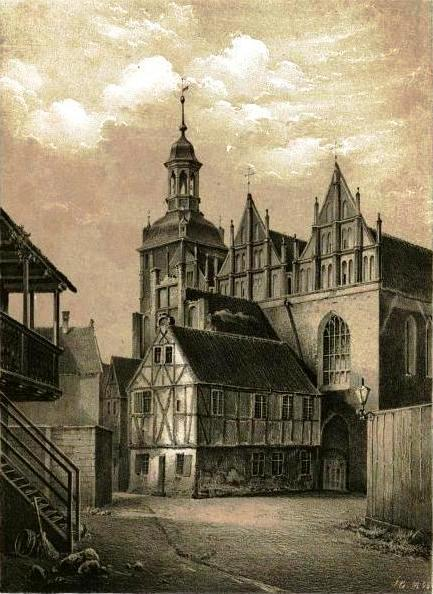
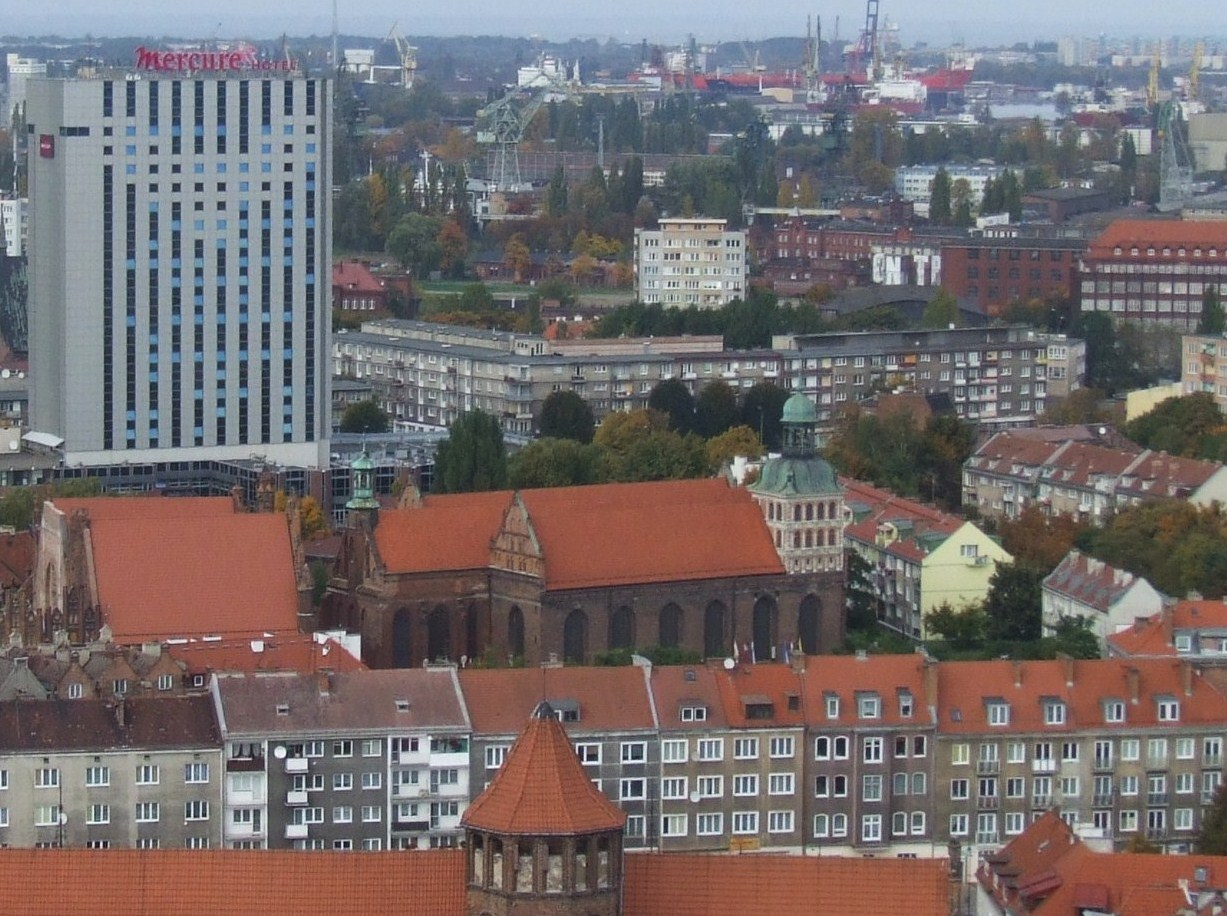
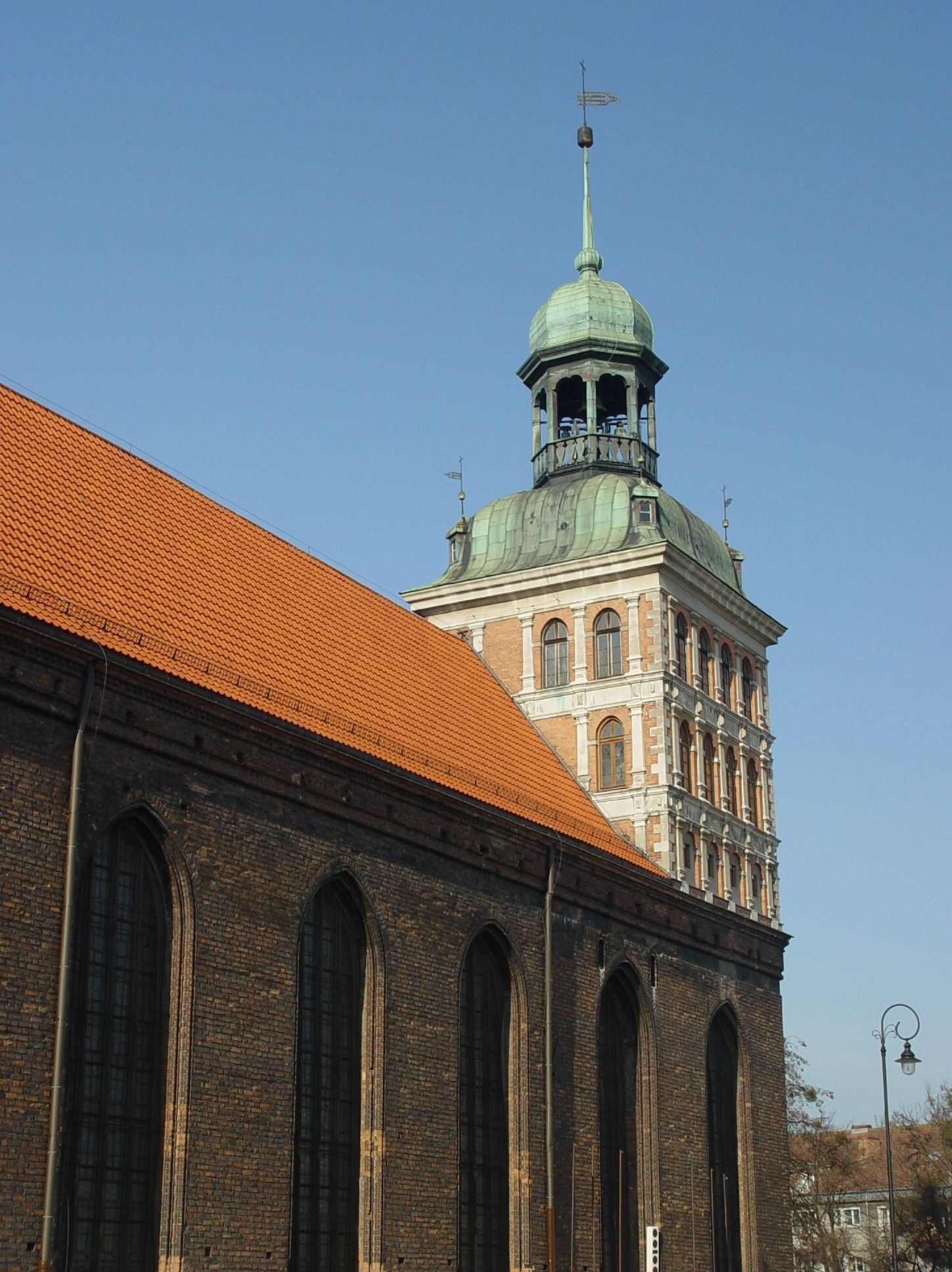
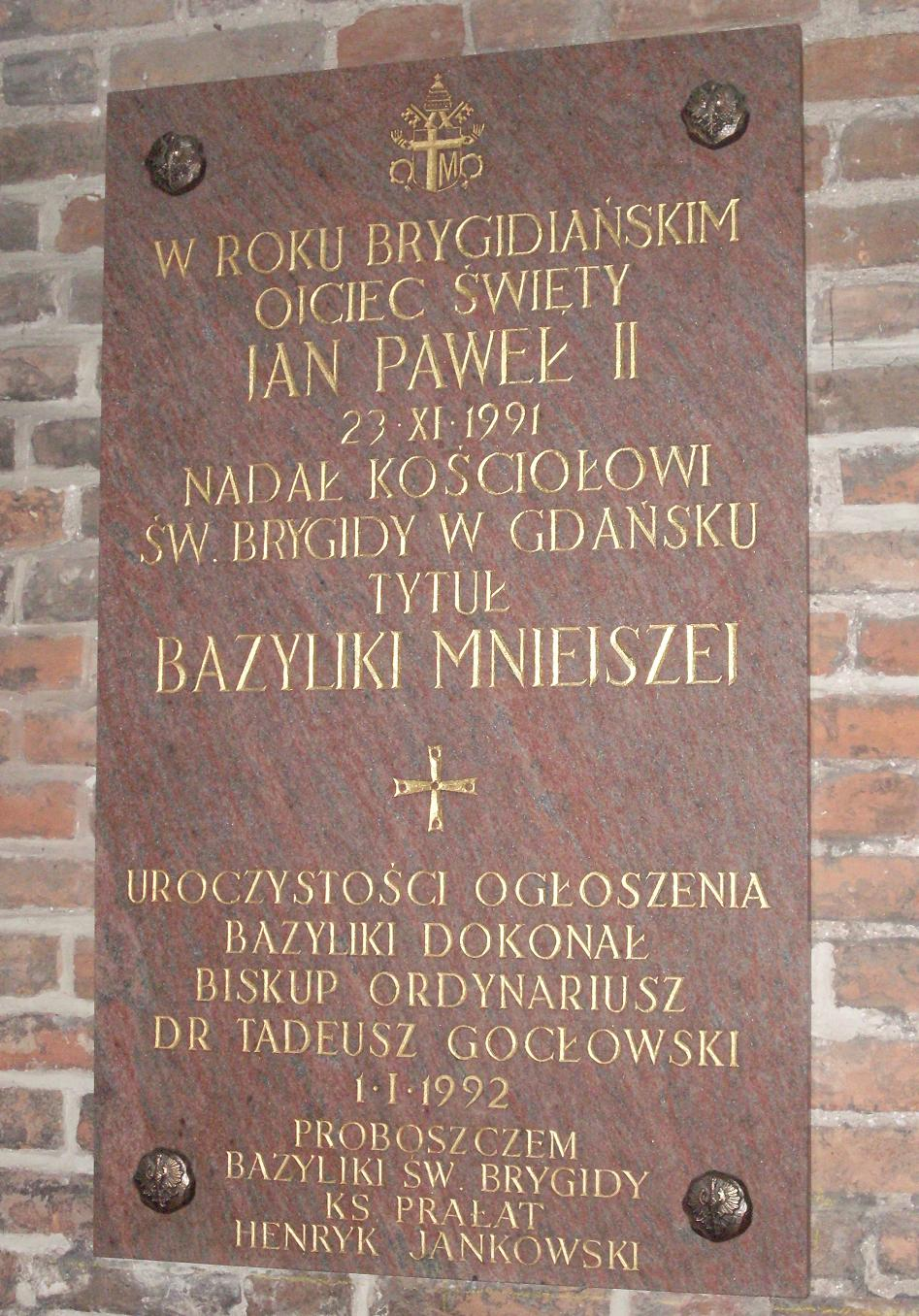